# حزب الوفاق الوطني (مصر)
حزب الوفاق الوطني هو حزب سياسي مصري صغير.

## التاريخ
تأسس حزب الوفاق الوطني عام 2000. وهو ثاني حزب تقبله لجنة شؤون الأحزاب السياسية منذ الخمسينيات.
الحزب يضغط للتوصل إلى حل للقضية الفلسطينية. كما يدعو إلى تحقيق التكامل الاقتصادي العربي وإقامة السوق العربية المشتركة والحفاظ على الأمن القومي العربي. رشح الحزب رئيسه، رفعت العجرودي، لخوض أول انتخابات رئاسية متعددة المرشحين في مصر عام 2005.